# 佩尔·施泰因布吕克

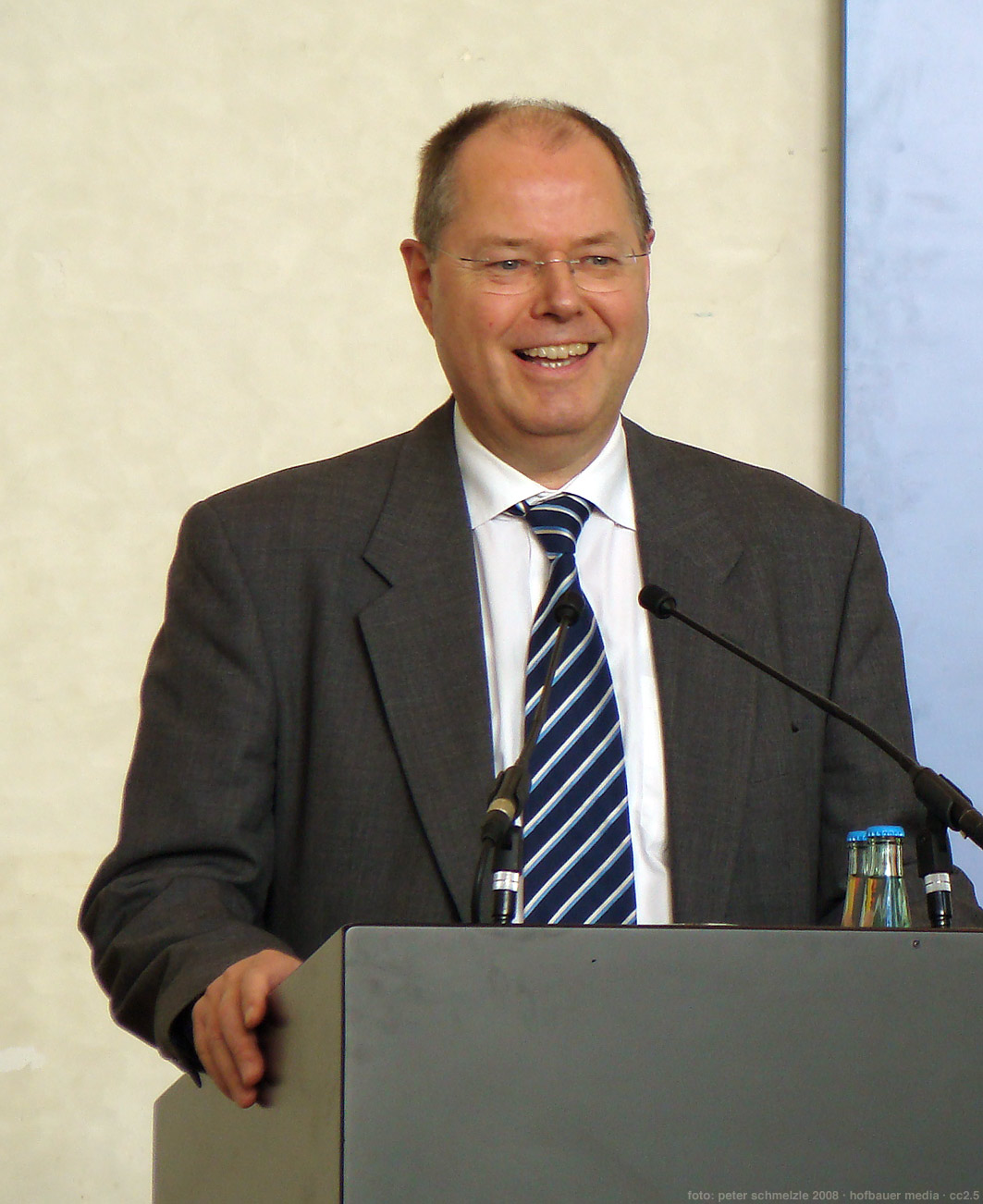
佩尔·施泰因布吕克 2008年5月在波恩

佩尔·施泰因布吕克（Peer Steinbrück，1947年1月10日—），生于汉堡市，2002年—2005年间他曾担任北莱茵-威斯特法伦州州长一职，2005-2009年任德国财政部部长，他是德国社会民主党（SPD）内的一名重要人物。在2012年，施泰因布吕克获社民党提名为总理候选人，将在2013年带领社民党角逐联邦大选。

## 早期政坛工作
1968年—1969年，施泰因布吕克作为预备军官完成了联邦兵役，1970年起开始在基尔学习国民经济和社会学。1974年他成功完成学业，并取得了国民经济学硕士头衔。大学结束后（1974年—1976年）他开始在联邦德国建筑和城市建设规划部工作，之后1976年转到联邦德国交通部。1977年曾是联邦德国科研部部长Hans Matthöfer和Volker Hauff博士的部门负责人。1978年—1981年在联邦德国总理府和联邦德国驻东柏林独立机构工作。1983年—1985年间他作为德国联邦议院德国社会民主党（SPD）的部门负责人，然后1985年—1986年在北莱茵-威斯特法伦州环保、规划、农业部工作。1986年他成为日后任德国联邦总统的时任北威州州长约翰内斯·劳的办公室主任，工作直至1990年。
然后他以总秘书长身份转至石勒苏益格-荷尔斯泰因，并于同年就职于州自然、环境保护和农业发展部，1993年转至州经济、技术和交通部任部长。随后在1998年施泰因布吕克回到北威州，相继任北威州经济部长和与2000年任州财政部长后，在2002年年他任北威州州长。但在2005年由于在州议会选举中失利，施泰因布吕克请辞州长一职。

## 财政部长
在2005年的联邦议员选举后，在以默克尔领导下的基民盟与社民党的大联合政府，施泰因布吕克获任财政部长，并且执掌社民党副主席一职，而且他也被普遍认为是党内保守派成员。而在2008年开始发生的世界经济危机来临时，他在“新闻周刊”的访问当中,公开批评英国的经济对策。后来在2009年的4月，他批评瑞士的银行保密法，一度引起了德国与瑞士的紧张关系。随后在2009年德国联邦议院选举中，社民党遭遇惨败成为在野党，施泰因布吕克卸任财政部长。

## 总理候选人
在2012年12月的德国社民党的特别党代会中，前财政部长施泰因布吕克以超过93%的得票率顺利获指名为该党总理候选人，将领导社民党参加13年9月份的联邦议院选举。他表示，如果当选总理，将用提高税收而带来的收入更多投入到教育，同时还将推行全面实行最低工资等制度。

## 家庭
佩尔·施泰因布吕克是老银行家Adelbert Delbrück的曾侄，他的父亲是一名建筑设计师。施泰因布吕克与生物老师戈尔乌特·施泰因布吕克博士结婚，他们有三个孩子，全家居住在波恩郊区的Godesberg-Villenviertel。